# Itende
Itende ist ein Verwaltungsbezirk (Ward) des Distrikts Mbeya (CC) in der tansanischen Region Mbeya.

## Geografie
Itende liegt im Westen der Regionshauptstadt Mbeya. Die Grenze im Süden bildet ein Zufluss zum Songwe, im Westen grenzt der Bezirk an den Distrikt Songwe DC. Die Fläche des Bezirks beträgt 12 Quadratkilometer und bei der Volkszählung 2022 lebten hier 5226 Menschen in 1438 Haushalten.

## Gliederung
Der Bezirk besteht aus sechs Stadtteilen (Mtaa):
- Isonta
- Itende Kati
- Gombe
- Inyala
- Lusungo
- Itete

## Wirtschaft und Infrastruktur
- Gesundheit: Im Bezirk liegt die Makendza-Privatklinik, die nur ambulante Behandlungen durchführt.[6] Außerdem befinden sich zwei staatliche Apotheken, die beide auch Erstbehandlungen durchführen, in Itende.[7][8]